# 조지아의 국장

조지아의 국장

조지아의 국장은 2004년 10월 1일에 제정되었다. 국장의 원형은 중세 조지아의 왕가였던 바그라티오니 가의 문장이다.
국장 가운데에 그려진 빨간색 방패 안에는 성 게오르기우스가 말을 탄 채로 용을 창으로 찔러 죽이는 형상의 그림이 그려져 있다. 방패 위쪽에는 금색 왕관이 올려져 있으며 방패 양쪽에는 금색 사자 두 마리가 그려져 있다.
국장 아래쪽에 있는 리본에는 조지아의 나라 표어인 "단결은 힘이다.(ძალა ერთობაშია)"가 조지아어로 쓰여져 있다.

## 역대 조지아의 국장

그루지야 소비에트 사회주의 공화국의 국장 (1921년-1922년)
자캅카스 사회주의 연방 소비에트 공화국의 국장 (1923년-1936년)
그루지야 소비에트 사회주의 공화국의 국장 (1936년-1990년)
조지아의 국장 (1990년~2004년)

## 같이 보기
- 조지아의 국기
- 그루지야 소비에트 사회주의 공화국의 국장